# Compositores Unidos
Compositores Unidos é uma série brasileira exibida na programação do Canal Brasil. Teve sua estreia no dia 5 de janeiro de 2013. Idealizado pelos cantores e compositores Jorge Vercillo e Dudu Falcão, tem a direção de Darcy Burger.

## Sinopse
A atração apresentará, no estilo sarau, um grupo de músicos que se junta para trocar ideias e cantar. A primeira temporada terá 26 episódios com 25 minutos cada, com produção do Canal Brasil em parceria com a B2. As gravações são realizadas na casa do cantor e compositor Jorge Vercillo, no Rio de Janeiro, que junto com o músico Dudu Falcão, idealizou o projeto.
Entre os convidados presentes, estão João Bosco, Oswaldo Montenegro, Ivan Lins, Marcos Valle, Danilo Caymmi, Ana Carolina, entre outros.
Composta e interpretada por Antonio Villeroy, El Guión é a canção de abertura. Para o repertório dos episódios, foram selecionadas, entre outras, Nada a Perder, de Lenine e Dudu Falcão; O Barquinho, clássico de Menescal e Ronaldo Bôscoli; Como Diria Blavatsky, de Jorge Vercillo; Todo Sentimento, fruto da parceria de Cristovão Bastos e Chico Buarque; Condenados, de Fátima Guedes; Além de Mim, criada por Jorge Aragão e Nilton Barros; e Noites com Sol, de Flávio Venturini e Murilo Antunes.

## Convidados por episódio
| Temporada | Episódio (data de apresentação)                          | Convidados                                                                                             |
| --------- | -------------------------------------------------------- | --- |
| Primeira  | 1º (5 de janeiro) e 2º (12 de janeiro)                   | Angela Ro Ro, Roberto Menescal, Veronica Sabino e Antonio Villeroy                                     |
| Primeira  | 3º (19 de janeiro) e 4º (26 de janeiro)                  | Jorge Aragão, Nico Rezende, Luiza Possi, Ive e Nilton Barros                                           |
| Primeira  | 5º (2 de fevereiro) e 6º (9 de fevereiro)                | Leny Andrade, Ninah Jo, Claudio Cartier, Altay Veloso, Paulo César Feital, Pedro Braga e Jota Maranhão |
| Primeira  | 7º (16 de fevereiro) e 8º (23 de fevereiro)              | Flávio Venturini, Fátima Guedes, Gabriel Moura e Max Viana                                             |
| Primeira  | 9º (2 de março), 10º (9 de março) e 11º (16 de março)    | João Bosco, Leila Pinheiro, Oswaldo Montenegro e Edu Krieger                                           |
| Primeira  | 12º (23 de março), 13º (30 de março) e 14º (6 de abril)  | Roupa Nova, Marina Machado e Taryn Szpilman                                                            |
| Primeira  | 15º (13 de abril), 16º (20 de abril) e 17º (27 de abril) | Paulo Jobim, Daniel Jobim, Danilo Caymmi, Joyce Moreno, Alessandra Maestrini e Monique Kessous         |
| Primeira  | 18º (4 de maio) e 19º (11 de maio)                       | Fernanda Abreu, Hyldon, Cris Delanno e Claudio Lins                                                    |
| Primeira  | 20º (18 de maio) e 21º (25 de maio)                      | Milton Nascimento, Lô, Leoni e Chiara Civello                                                          |
| Primeira  | 22º (1 de junho) e 23º (8 de junho)                      | A cor do Som, Zé Renato e Luciana Andrade                                                              |